# Жан Реноар
Жан Реноар (на френски: Jean Renoir) е френски кинорежисьор, сценарист и актьор. 

## Биография
Роден е в Париж (Монмартър) на 15 септември 1894 година в семейството на художника импресионист Пиер-Огюст Реноар и съпругата му Алин Шериго. Започва да работи в киното през 20-те години и през следващите години се утвърждава като един от водещите автори в световното кино с филми като „Великата илюзия“ („La Grande Illusion“, 1937) и „Правилата на играта“ („La Règle du jeu“, 1939). Често филмите на Реонар са с политическа насоченост и претендират да са вярно описание на действителността.
Жан Реноар умира на 12 февруари 1979 година в Бевърли Хилс (Калифорния, САЩ).

## Избрана филмография
| Година | Филм                       | Оригинално заглавие               | Бележки |
| ------ | -------------------------- | --------------------------------- | ------- |
| 1936   | На дъното                  | Les Bas-fonds                     |         |
| 1937   | Великата илюзия            | La Grande Illusion                |         |
| 1938   | Човекът-звяр               | La Bête humaine                   |         |
| 1939   | Правилата на играта        | La Règle du jeu                   |         |
| 1951   | Реката                     | The River                         |         |
| 1959   | Заветът на доктор Корделие | Le Testament du docteur Cordelier |         |
| 1959   | Закуска на тревата         | Le Déjeuner sur l'herbe           |         |